# Vengeur (revue)
Pour les articles homonymes, voir Vengeur.
Vengeur est une revue française en petit format noir et blanc publiée aux éditions Arédit/Artima de janvier 1972 à mars 1976, d'abord dans la collection « Comics Pocket » (18 numéros), puis d'octobre 1985 à février 1988 dans les collections « Arédit Marvel » et « Arédit DC ».

## Historique
Vengeur publie essentiellement la traduction française du comic Avengers publié chez Marvel Comics, accompagnée d'autres séries Marvel telles que Journey into Mystery, Strange Tales avec Nick Fury, The Cat et Ka-Zar.
À partir du no 18 (juin 1987) et jusqu'à la fin, la revue ne publie plus que des séries de DC Comics, de manière très hétéroclite : Adventure Comics, Mister Miracle, Mystery in Space, Secret Society Of Super-Villains, Strange Adventures, etc.
Entre-temps, à partir d'octobre 1980, Arédit/Artima publiera d'autres aventures des Avengers dans une série d'albums couleurs intitulés « Les Vengeurs » (14 numéros jusqu'en juin 1984 + 1 hors-série en septembre 1983 dans la Collection « Artima Color Marvel SuperStar », 7 numéros d'août 1984 à mai 1985 dans la Collection « Arédit Marvel Color ») et 2 numéros dans la Collection « Artima Color Marvel Géant ».
Une série en poche couleurs est aussi publiée de mai 1982 à juin 1983 (Vengeurs Pocket, dans la Collection « Pocket Color Marvel Arédit »), qui republie les premiers numéros du comic Avengers.
Enfin, une autre série d'albums en couleurs paraît de décembre 1985 à septembre 1987 chez le même éditeur, sous le titre « Les Vengeurs », mais dans la Collection DC Arédit (Couleurs). Elle publie essentiellement les séries DC Legion of Super Heroes et Legionnaires.